# 三宅康貞
三宅康貞（日语：／ Miyake Yasusada，1544年—1615年12月13日）是日本戰國時代至江戶時代初期的武將、大名。三河國舉母藩初代藩主。田原藩三宅家初代。父親是三宅政貞。通稱惣右衛門。

## 生平
在天文13年（1544年）出生，家中長男。從永祿元年（1558年）開始仕於德川家康的譜代家臣，以姉川之戰、長篠之戰為首，經常參加與武田氏的戰鬥並立下武功。因為是鳥居元忠的外甥，常與元忠一同行動。天正10年（1582年），在天正壬午之亂中，負責防衛甲斐。天正18年（1590年），在家康移封至關東地方後，被賜予武藏國內5千石。此外，在天正年間曾擔任駿河深澤城城主。
慶長9年（1604年），被賜予三河擧母1萬石，並成為舉母藩。在元和元年（1615年）10月23日死去。享年71歲。繼承人是長男康信。墓所在三河擧母的靈巖院，後來改葬至愛知縣田原市。

## 外部連結
- 武家家伝＿三宅氏